# Dermolipectomía circular
La dermolipectomía circular, también llamada dermolipectomía abdominal circunferencial,  lipectomía en cinturón o incluso bodylift inferior, es un tipo de cirugía estética de contorno corporal, cuyo procedimiento incluye la retirada de grasa y piel, la tensión de los músculos abdominales, así como intervenciones en la zona lumbar, glúteos y cadera.
La dermolipectomía circular no solo se limita al área del abdomen como en la abdominoplastia; sino qué además de retirar grasa del abdomen superior e inferior (lo que disminuye el volumen del tejido adiposo subcutáneo), exceso de piel, tensionar o reforzar los músculos de la pared abdominal para reparar o mejorar la debilidad muscular, también se realiza una extensión hacia la espalda con el objetivo de tratar el área delimitada por el abdomen, la zona lumbar, glúteos y caderas. Con todo ello no sólo se consigue aplanar el abdomen y la parte baja de la espalda, sino también darle volumen a los glúteos y conseguir la elevación de la región proximal del muslo a nivel anterior y lateral a través de un colgajo dermograso del torso posterior, para dar un nuevo y estético aspecto al contorno corporal en aquellas personas que presentan flacidez, estrías y depósitos de grasa indeseables.
Es por ello que suele conocerse por algunos cirujanos como una abdominoplastia extendida hacia el dorso, sobre ambas regiones glúteas, en la cual se realiza la combinación de técnicas donde se trata como unidad el abdomen, glúteos y muslos en un mismo tiempo quirúrgico, y dónde se puede realizar liposucción durante o después de los procedimientos excisionales, logrando así  mejores resultados de contorno corporal, a través de incisiones planeadas específicamente según el paciente y con la mínima morbimortalidad posible.[cita requerida]
En la mayoría de los estudios realizados se ha constatado que el área con mayor problema de piel redundante es el abdomen y tercio medio corporal; por lo que se ha establecido que es el primer sitio por mejorar en los pacientes con obesidad que fueron sometidos a cirugía bariátrica.[cita requerida]

## Objetivos de la dermolipectomía circular
Los objetivos generales para este tipo de cirugía estética son los siguientes:
- Mejoría del abdomen, con aplanamiento del mismo.
- Realización de nuevo ombligo.
- Elevación del monte de Venus (mons pubis).
- Crear una cintura en la mujer (no en varón).
- Cirugía (liposucción o escisional) de los acúmulos grasos en los flancos.
- Definir los glúteos (proyectar, recrear, reducir).
- Estirar los muslos a nivel externo, anterior e interno (si es posible esto último).

## Indicaciones y contraindicaciones
La dermolipectomia circular está indicada especialmente en pacientes con obesidad mórbida que han sido sometidos a una cirugía bariátrica con flacidez cutánea, lipodistrofia supra o infraumbilical, diástasis de los músculos rectos abdominales o hernias de la pared abdominal.[cita requerida]
Dentro de las contraindicaciones generales se encuentran las alteraciones metabólicas, cardiovasculares, pulmonares y de la coagulación; las infecciones, las neoplasias, los procesos inflamatorios y vasculares locales y, asimismo, condiciones fisiológicas como el embarazo o la posibilidad del mismo.
Al igual que otras cirugías, es necesario realizar una exploración completa para descartar cualquier tipo de patología que pueda contraindicar el acto quirúrgico. Se debe prestar especial atención a la existencia de cicatrices en la pared abdominal, pues pueden comprometer la circulación del colgajo, y a la presencia de hernias que deberán ser tratadas simultáneamente en el acto quirúrgico. En los pacientes obesos (categoría B) se recomienda, siempre que sea posible, el adelgazamiento previo.[cita requerida]

## Técnicas
La cirugía de contorno corporal de cual forma parte la Dermolipectomía circular está constituida por la combinación de varias técnicas quirúrgicas como la toracoplastia, abdominoplastia, gluteoplastia asociada a liposucción y en la que se realiza especial hincapié en la suspensión y fijación del sistema fascial superficial.
Es importante aclarar que la cirugía plástica abdominal, no es un tratamiento para la obesidad, es un procedimiento que ayuda a corregir la deformidad toraco abdominal que se presentan en estos casos, o bien, corregir la deformidad después que el paciente ha perdido peso posterior a régimen de ejercicio y dieta o posterior a cirugía bariática.[cita requerida]
En general hay consenso entre los especialistas en que, salvo contraindicación u otras razones del caso concreto, la primera cirugía del contorno corporal recomendable tras una cirugía bariática es a nivel de la parte inferior del cuerpo, aunque la estrategia quirúrgica vendrá determinada por esa cirugía inicial realizada y según el resultado obtenido se podrán valorar otras regiones del cuerpo.[cita requerida]
Es importante, sin embargo, prever los resultados de la cirugía en otras regiones adyacentes para manejar bien todo el proceso quirúrgico.

## Procedimiento
La intervención se acostumbra a iniciar con un correcto marcaje preoperatorio: el marcaje preciso constituye un paso esencial en el proceso que previene largas irregularidades difíciles de corregir y es la clave para acortar el tiempo operatorio.
La primera marcación del tejido que se va a resecar se realiza con el paciente en bipedestación (de pie). Las referencias utilizadas son la línea media, las espinas iliacas anteriores y la línea de incisión escogida por el cirujano para realizar la intervención quirúrgica.
El cirujano al realizar esta marcación presta especial atención a la existencia de asimetría abdominal (más frecuente en las pacientes multíparas) o a la posición lateralizada del ombligo (en especial en los pacientes a quienes se les realizó algún procedimiento laparoscópico). La línea media es la marca más importante para detectar estas asimetrías.
El cirujano estirarará con la mano la piel en sentido ascendente para reproducir la tensión de la cicatriz después de la cirugía.
Una vez en quirófano y con el paciente en decúbito supino (acostado) el cirujano verifica la idoneidad de la marcación previamente realizada.

### Localización de las cicatrices
La localización de las cicatrices depende de muchos factores, deben tenerse en cuenta los siguientes aspectos:
- Cicatrices posteriores siguiendo la convexidad correspondiente a la porción superior del glúteo (cerca de la cresta ilíaca posterior).
- Cicatrices laterales: a nivel de la cresta ilíaca.
- Cicatrices anterolaterales: por encima del ligamento inguinal.
- Cicatriz anterior 7 cm superior a raíz del pene o del inicio de la división de los labios mayores.

### Anestesia
La anestesia de preferencia es epidural consedación.

### Liposucción asociada
Puede considerarse para la región posterior en flancos, muslos, etc. si bien esta decisión debe ser individualizada, de acuerdo a la necesidad de cada paciente buscando mejorar su apariencia de contorno corporal.

### Posición del paciente en quirófano
Existen dos tendencias en la secuencia de posicionamiento de los pacientes a la hora de realizar la cirugía:
- Cirugía inicial en decúbito prono y luego en supino
- Cirugía inicial en decúbito supino y luego en decúbito lateral[cita requerida]

### Cirugía glútea
Muchos de los pacientes con pérdida masiva de peso presentan glúteos aplanados, con pérdida de forma y definición. Un estiramiento circunferencial puede agravar el aplanamiento. La mejoría de esta región puede
realizarse con:
- Injerto graso autólogo: se utiliza para procedimientos secundarios.
- Implantes glúteos.
- Gluteoplastia de aumento autóloga: es la de elección para conseguir una mejor definición y convexidad de esta región anatómica, aunque existen numerosas técnicas quirúrgicas.[cita requerida] Se marcan líneas superior e inferior a nivel de la región glútea, utilizando colgajos dermograsos para relleno de la región glútea.

### Reducción del mons pubis
El descolgamiento del área púbica es la regla, por lo que se requieren técnicas de rejuvenecimiento a ese nivel. El tipo de exceso cutáneo-graso que presentan estos pacientes es de doble índole:
- Exceso vertical: debe resecarse una porción del mismo, dejando la cicatriz a nivel de los huesos del pubis o un poco por encima. Hay que evitar una resección excesiva que altera, por un lado, la posición tanto del clítoris como del meato urinario en la mujer, y por otro el drenaje linfático que provocaría edema crónico con empastamiento prolongado de dicha región.
- Exceso horizontal: precisa en estos casos de un estiramiento más que de procedimientos de resección. Esto se consigue con readaptación de los bordes de ambas incisiones superior e inferior.

### Plastia umbilical
Resulta importante destacar que el resultado final de una Cirugía de contorno corporal se mide o es percibida por el paciente por el resultado de la umbilicoplastia, independientemente de la mejoría de la cintura o del mons pubis. Las técnicas son muy variadas pero, en general, deben respetarse los siguientes aspectos:
- Las incisiones pequeñas son mejores en transposición umbilical.
- Al tallar el ombligo, si se incide en círculo, las posibilidades de que se contraiga son mayores.
- En los casos de ombligo largo, realizar plastias de anclaje a las fascias para disminuir su longitud (el abdomen debe acercarse al ombligo y no al contrario).

### Cierre de la piel
Son múltiples los procedimientos de cierre sin poder estandarizar los mismos. Cómo recomendaciones generales:
- Evitar los espacios muertos que favorecen la creación de seromas.
- El cierre de la piel se realiza con sutura barbeada de polidioxanona (V-lock®) que reduce las suturas del plano subcutáneo. Los drenajes se retiran cuando dejan de drenar; es decir, pueden permanecer bastantes días pero así la incidencia de seromas es mínima.
- El vendaje es sencillo, algo almohadillado y con la faja de abdominoplastia pertinente.

### Educación preoperatoria del paciente
Debe darse al paciente completa información al paciente sobre la técnica operatoria,
es decir, en qué consiste, el tiempo de hospitalización, el postoperatorio, la medicación y las características del tipo de reposo. Es importante hacer hincapié sobre el cambio de hábitos, que debe iniciar lo antes posible; es decir, la paciente seguirá un programa anual de ejercicio físico y alimentación.[cita requerida]
El paciente debe detallar las áreas del cuerpo que le interesa corregir y establecer prioridades, ya que suelen ser múltiples las zonas de interés. El paciente debe ser informado acerca del largo y posición de las cicatrices y se debe establecer un plan y secuencia terapéutica si se realizará una o más intervenciones.
Es necesario suspender los medicamentos que alteren la coagulación (incluyendo medicamentos naturales).
En cuanto al tabaco, sin ser una contraindicación absoluta, es recomendable su abstinencia por al menos 4 semanas previo y posterior a la intervención, con el fin de minimizar la pérdida o sufrimiento de los colgajos y complicaciones como dehiscencia e infección de la herida.

Es recomendable también advertir de la necesidad de probables procedimientos secundarios, como re-escisión de excedente cutáneo o corrección de “orejas de perro”. [cita requerida]

## Postoperatorio
Es necesario que en el postoperatorio inmediato el paciente sea colocado en una cama con el dorso elevado, las rodillas flexionadas y las piernas ligeramente elevadas (posición de semi-Fowler) para evitar tensión sobre el colgajo y la sutura.
Es recomendable realizar movimientos con los pies y con las piernas, 24 horas de reposo absoluto y deambulación asistida al día siguiente a la intervención, evitando la extensión completa del cuerpo. 
El apósito será levantado a las 24 horas (para observar el estado del colgajo y movilizar los drenos) y generalmente se retira a las 48 horas, momento en el que se indica la colocación de una faja. Se recomienda su uso durante las primeras ocho semanas, tanto de día como de noche, aunque se podrá retirar durante breves periodos de tiempo para aliviar la sensación constante de presión.
La pauta de rutina son analgésicos y antibióticos. El dolor postoperatorio suele ser moderado y bien controla bien con analgésicos.[cita requerida] La dieta líquida se inicia tan pronto es tolerada.

## Complicaciones
Entre los riesgos de esta intervención cabe destacar los hematomas y seromas. Al producirse un gran hematoma el tratamiento indicado es el drenaje y la revisión de la hemostasia. Los seromas generalmente son diagnosticados en la primera visita al consultorio después de la cirugía y su tratamiento consistirá en el drenaje por punción y la presión mantenida,repitiendo la aspiración tantas veces como sea necesario.[cita requerida]
Aunque muy poco comunes, el sufrimiento cutáneo y necrosis,suelen ser complicaciones graves que aparecen cuando etá comprometida la circulación, tanto arterial como venosa.[cita requerida]
Éstas son más frecuentes en pacientes fumadores, obesos y diabéticos, y las causas más importantes son la presencia de cicatrices, la tensión excesiva o la destrucción vascular por liposucción del colgajo y la presencia de infección o de un hematoma no diagnosticado.
Las resecciones de las cicatrices deben esperar meses para evitar la fase de actividad de la cicatrización.[cita requerida]
Otra complicación no habitual es la infección, y si aparece suele estar relacionada con hematomas no drenados,  con una preparación inadecuada del ombligo o con la asociación, en el mismo acto operatorio, de otros procedimientos abdominopélvicos o estéticos. Se logra resolver con el uso de antibióticos y drenaje.[cita requerida]
En cuanto a la tromboflebitis y el embolismo pulmonar, el tromboembolismo pulmonar es la complicación más temida de la dermolipectomía.[cita requerida]
Además del riesgo inherente a cualquier intervención quirúrgica, esta operación añade dos condiciones que contribuyen a su aparición: el aumento de la presión intraabdominal y la disminución del retorno venoso de las extremidades durante la intervención y después de ella.[cita requerida]
Generalmente las secuelas que suelen aparecer comúnmente y, por ventura, de más fácil corrección, son las alteraciones de la cicatriz abdominal (dehiscencia, cicatrices hipertróficas y queloides);[cita requerida] los defectos en la cicatriz umbilical (malposición, cierre por contracción cicatricial, agrandamiento del ombligo, etc.) y las adiposidades o la piel remanescentes en los extremos de la cicatriz, más conocidas como orejas de perro.